# 실상사
실상사(實相寺)는 대한민국 전북특별자치도 남원시에 있는 대한불교조계종 소속의 사찰이다. 조계종 제17교구 금산사의 말사이다.
행정구역 상으로는 남원시에 속해 있으나 실제로는 경상남도 함양군과도 가까운 지역에 위치해 있다. 한국의 사찰이 대부분 산 속에 지어진데 반하여 남원시 산내면의 들판 가운데 자리잡은 것이 특이하다. 지리산에서 흘러나오는 만수천을 끼고 있다.
신라 흥덕왕 3년(828년) 때 증각대사 홍척(洪陟)이 당나라에 유학했다가 귀국해서 세운 절이라고 전해진다. 흥덕왕이 태자와 함께 이 절에 귀의할 정도로 왕실의 관심을 받은 절이라 이후 선종이 크게 일어나 실상학파를 이룰 정도가 되었다. 신라말 구산선문(九山禪問) 가운데 가장 먼저 세워진 선종의 대표 사찰이다.
그러나 실상사는 조선 시대에 들어 차츰 쇠퇴하기 시작했다. 조선 초기 또는 중기의 어느 시점에 화재로 전소되어 사찰의 문을 닫았다가, 숙종과 순조, 고종 때 세 차례 걸쳐 중건해 다시 세워졌다. 다만 거대한 규모였던 예전의 모습을 다 찾지는 못했다.
한국 전쟁 중에는 지리산을 무대로 한 빨치산과 토벌군의 전투로 수난을 겪었으나 사찰과 문화재에 피해를 입지는 않았다. 실상사가 조선 시대에 전소된 것은 정유재란 때 일본군에 의한 것이라는 전설이 있는 등 왜구와 얽힌 설화가 많이 전해진다. "일본이 흥하면 실상사가 망하고 일본이 망하면 실상사가 흥한다"는 구전도 있다.
부속 암자로 백장암과 서진암, 약수암이 있다.

## 문화재
실상사에는 국보 제10호로 지정된 백장암 삼층석탑을 비롯하여 10점이 넘는 보물급 문화재 등 신라 시대의 문화 유산이 산재해 있다. 단일 사찰로는 최대 규모의 문화재이다. 약사전에 봉안된 신라 말기의 철제여래좌상은 길이가 3미터에 이르러 한국에 남아 있는 가장 큰 철불이기도 하다.

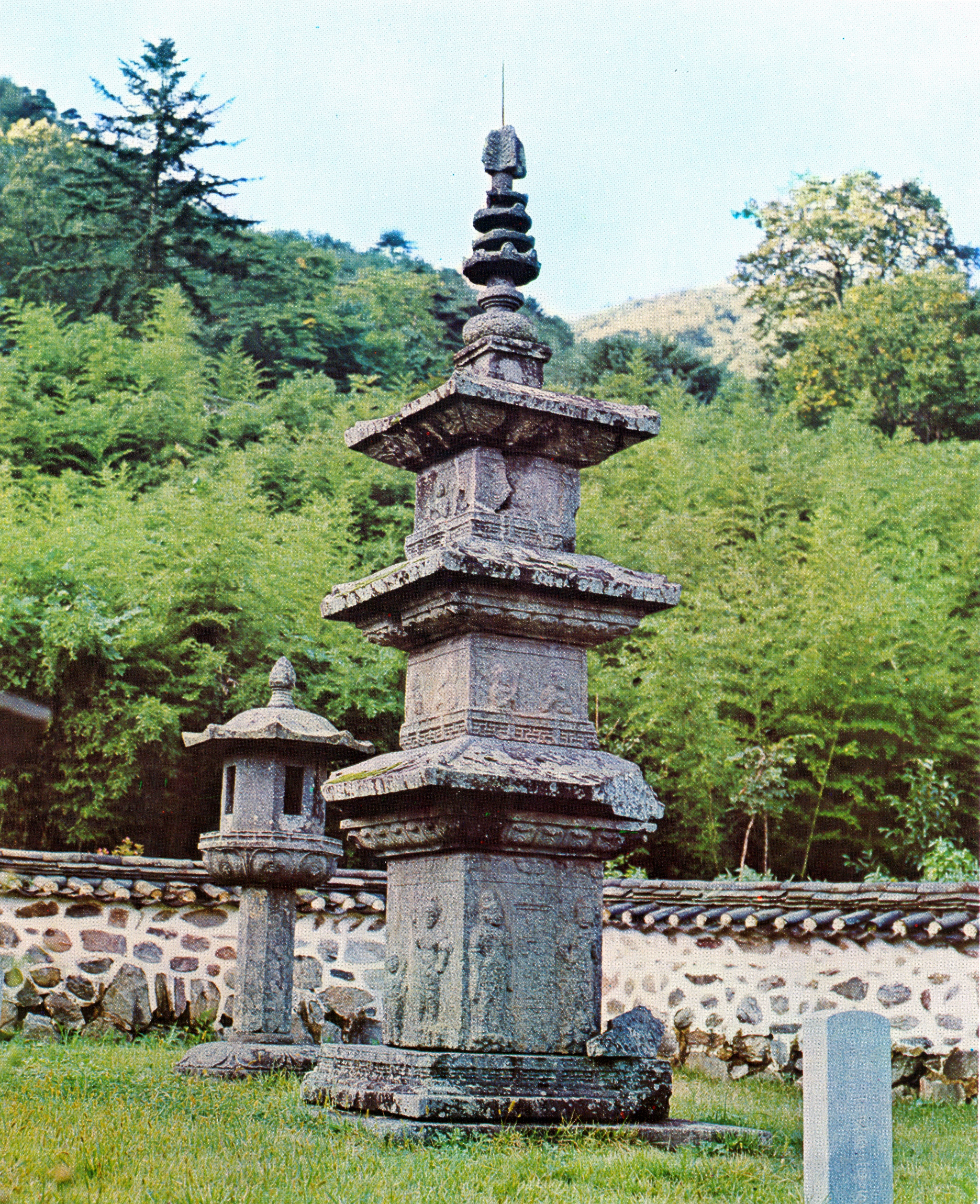
백장암 삼층석탑 (국보 제10호)
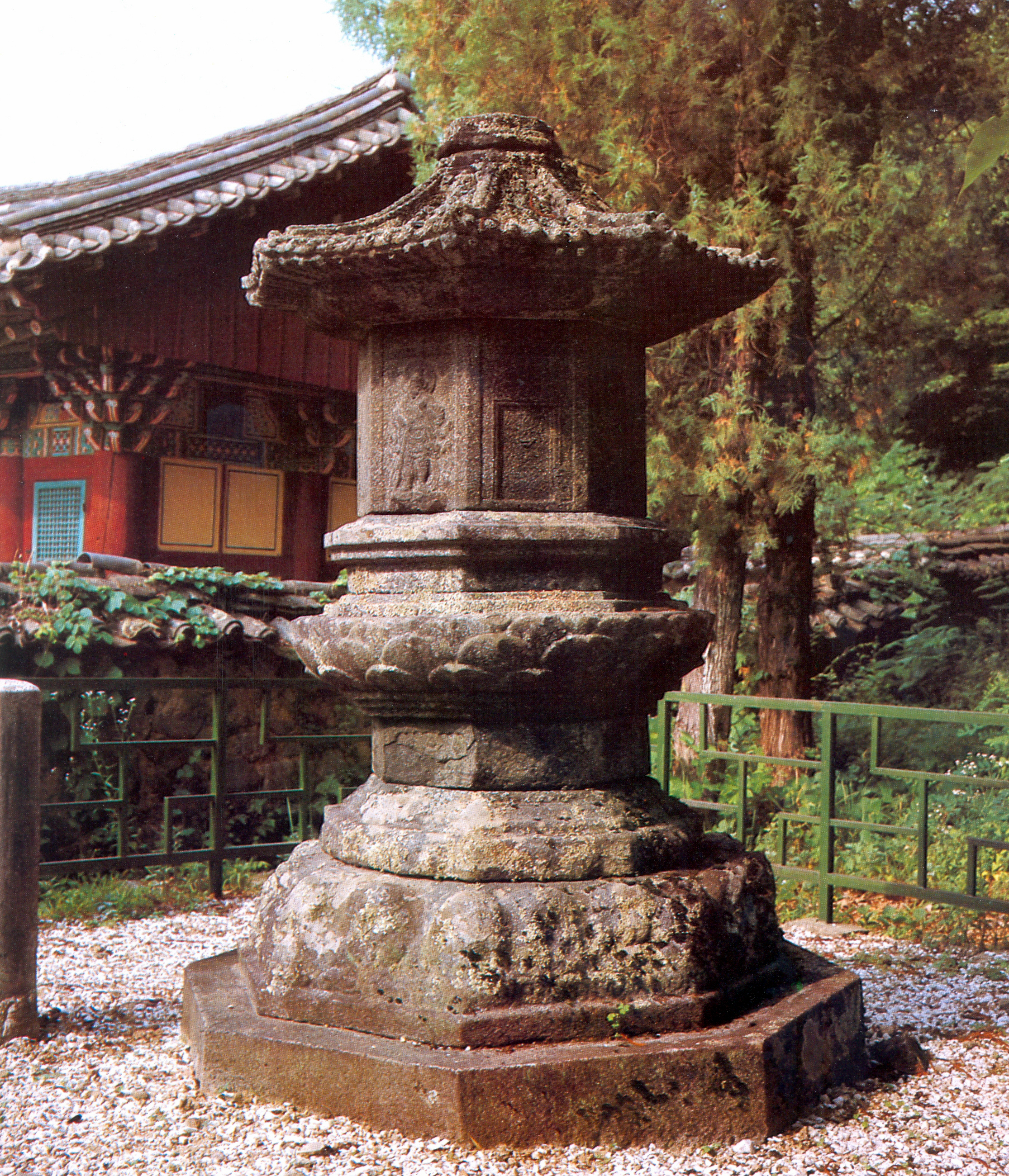
수철화상탑 (보물 제33호)
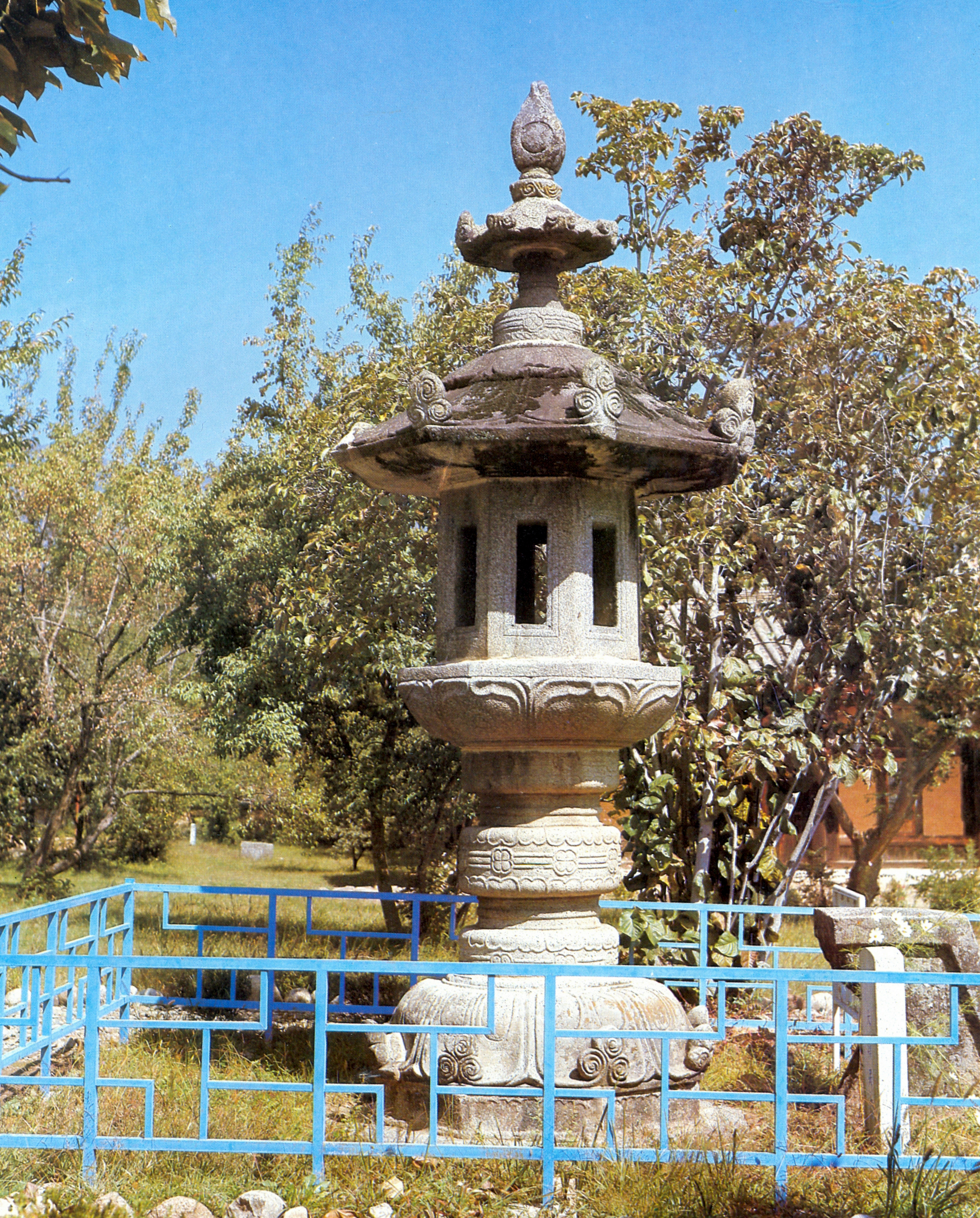
실상사 석등 (보물 제35호)
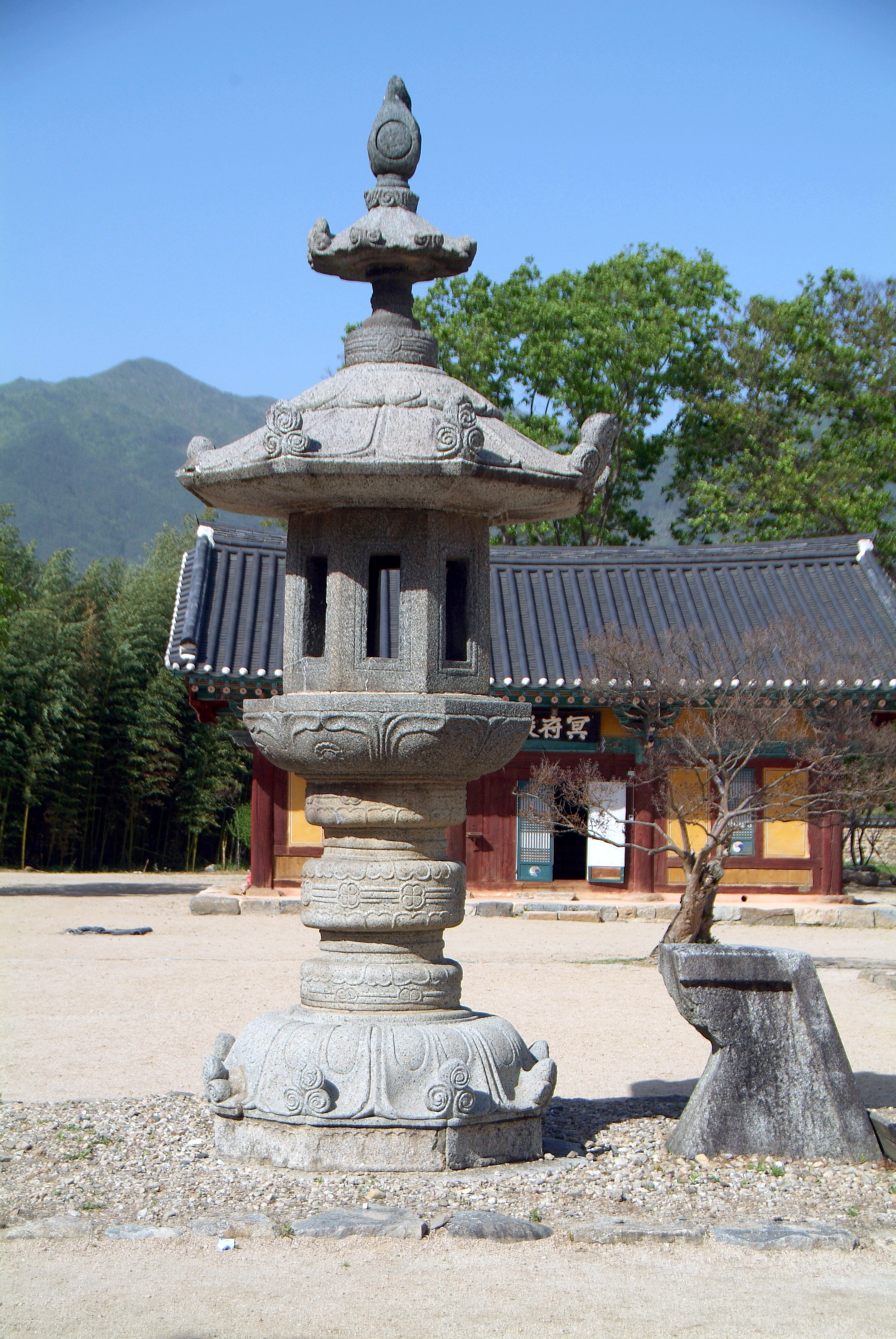
실상사 석등(보물 제 35호, 2017년 5월 6일 촬영)
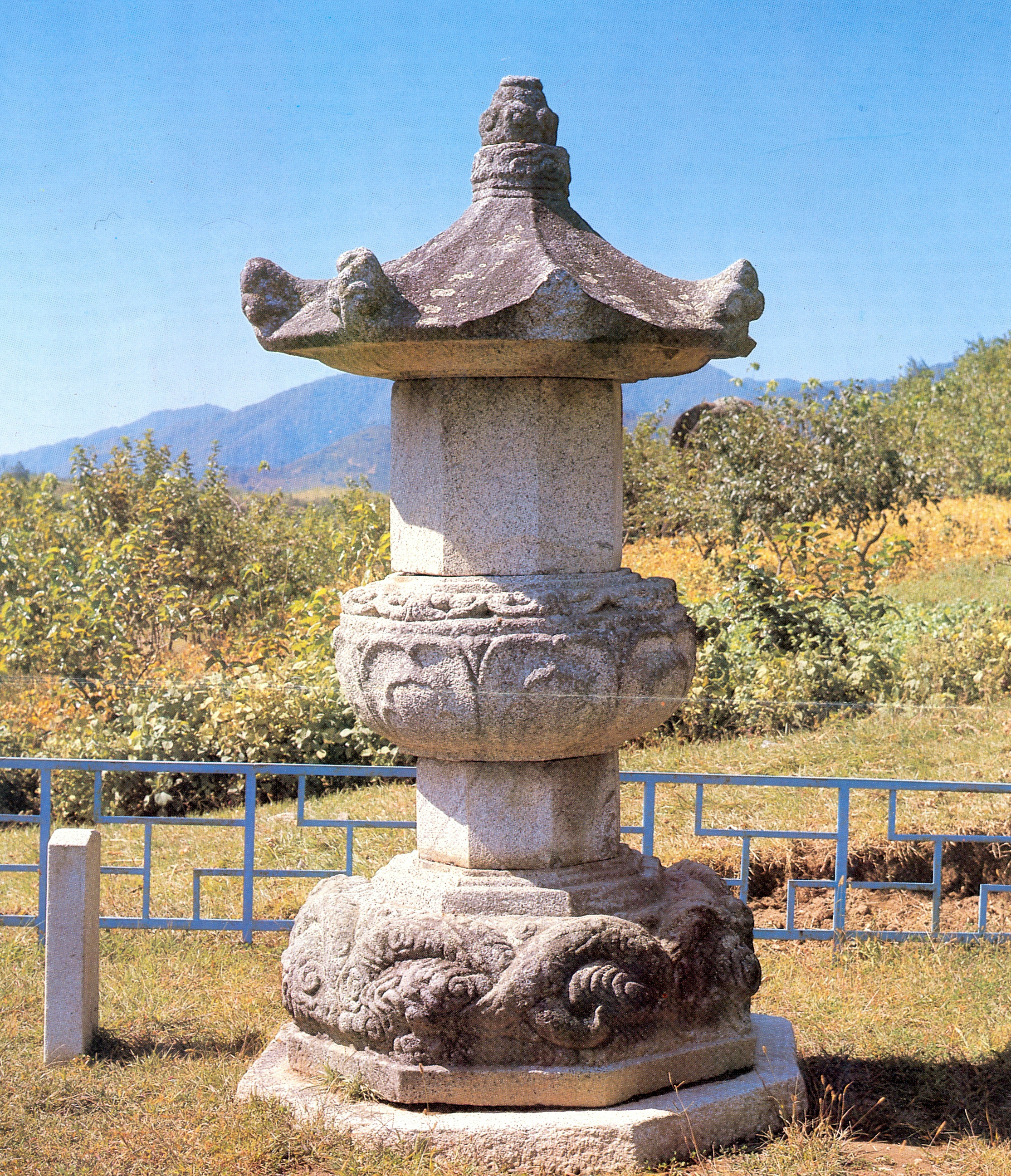
실상사 승탑 (보물 제36호)
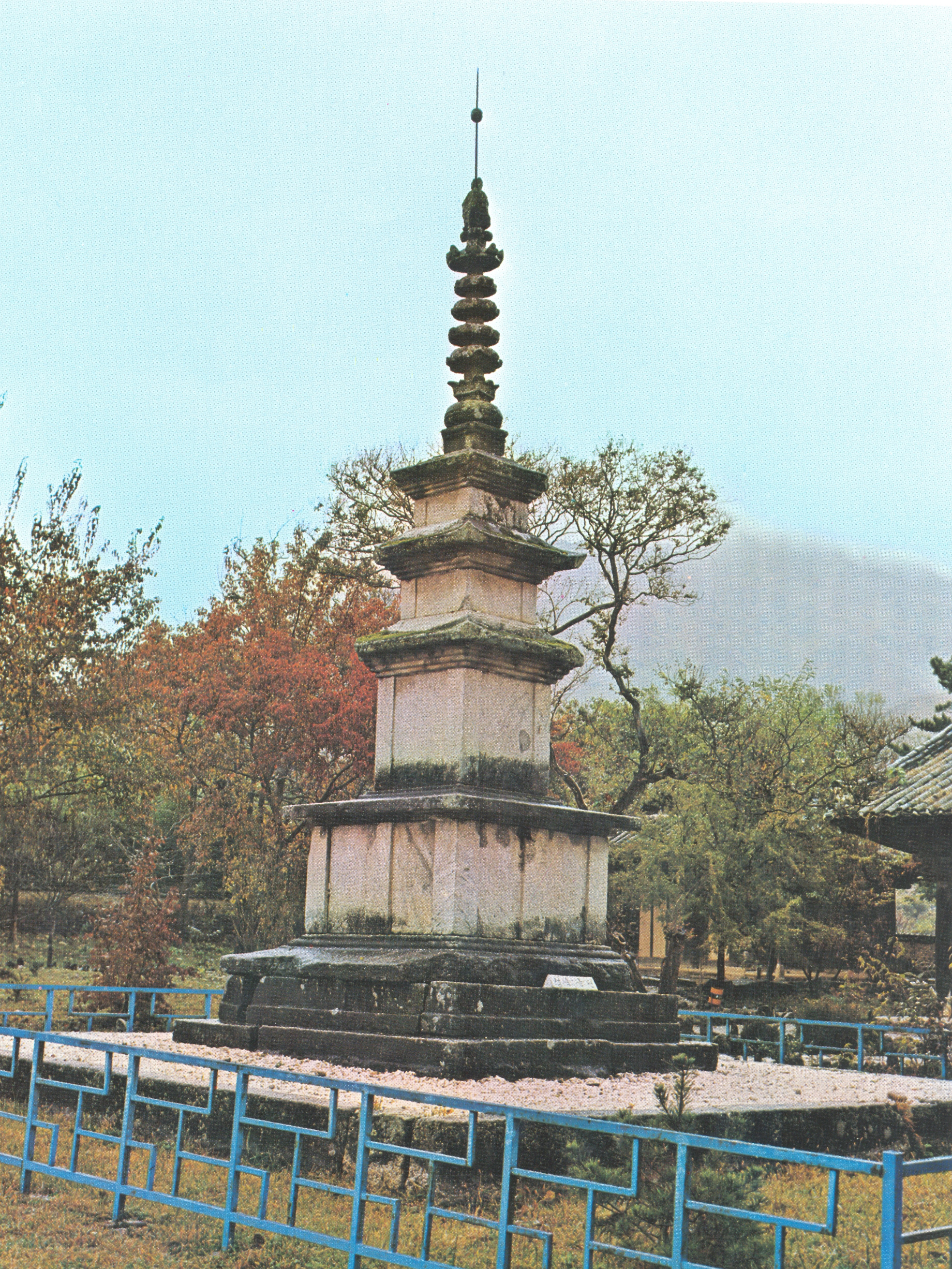
동.서 삼층석탑 (보물 제37호)
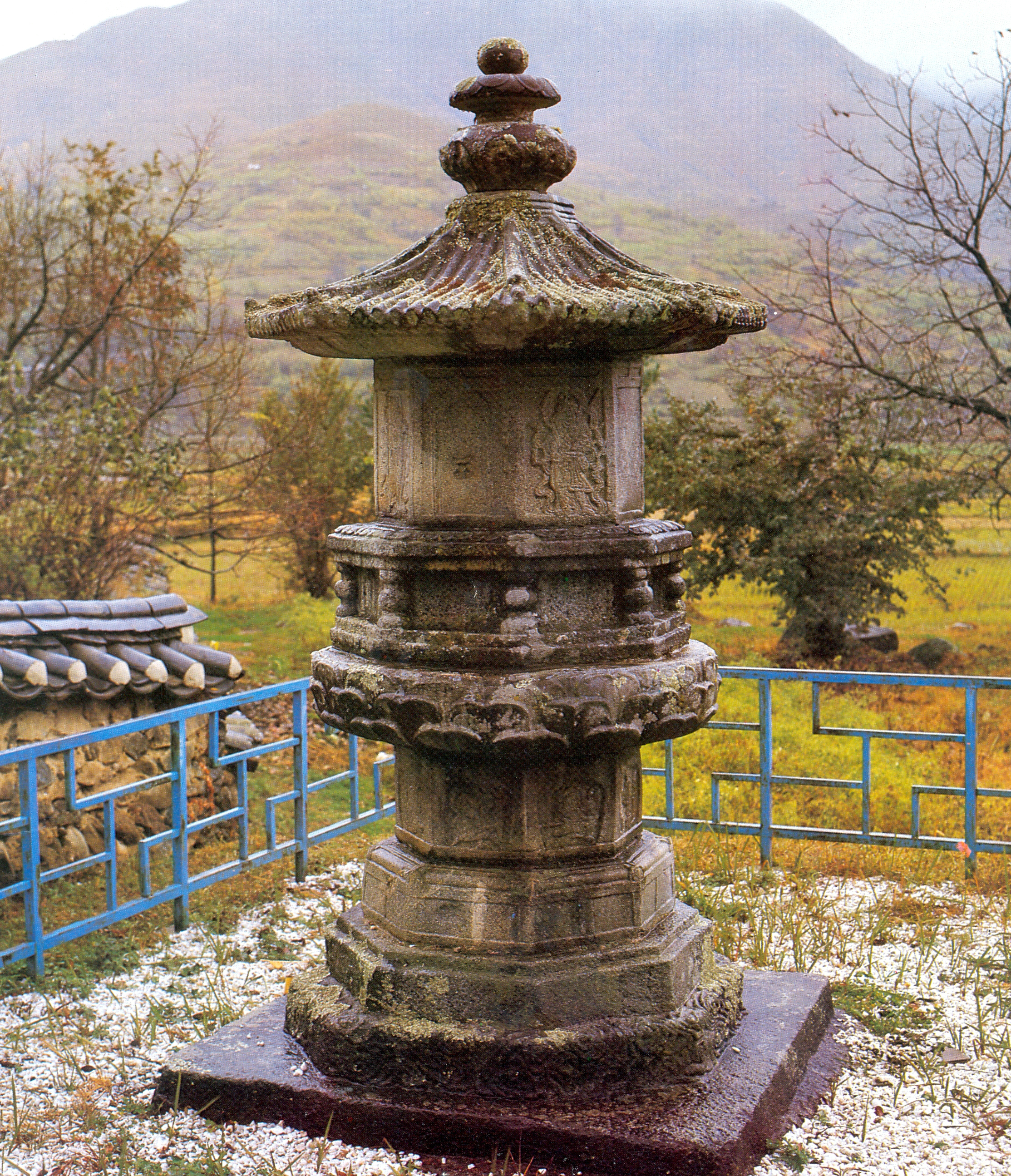
증각대사탑 (보물 제38호)
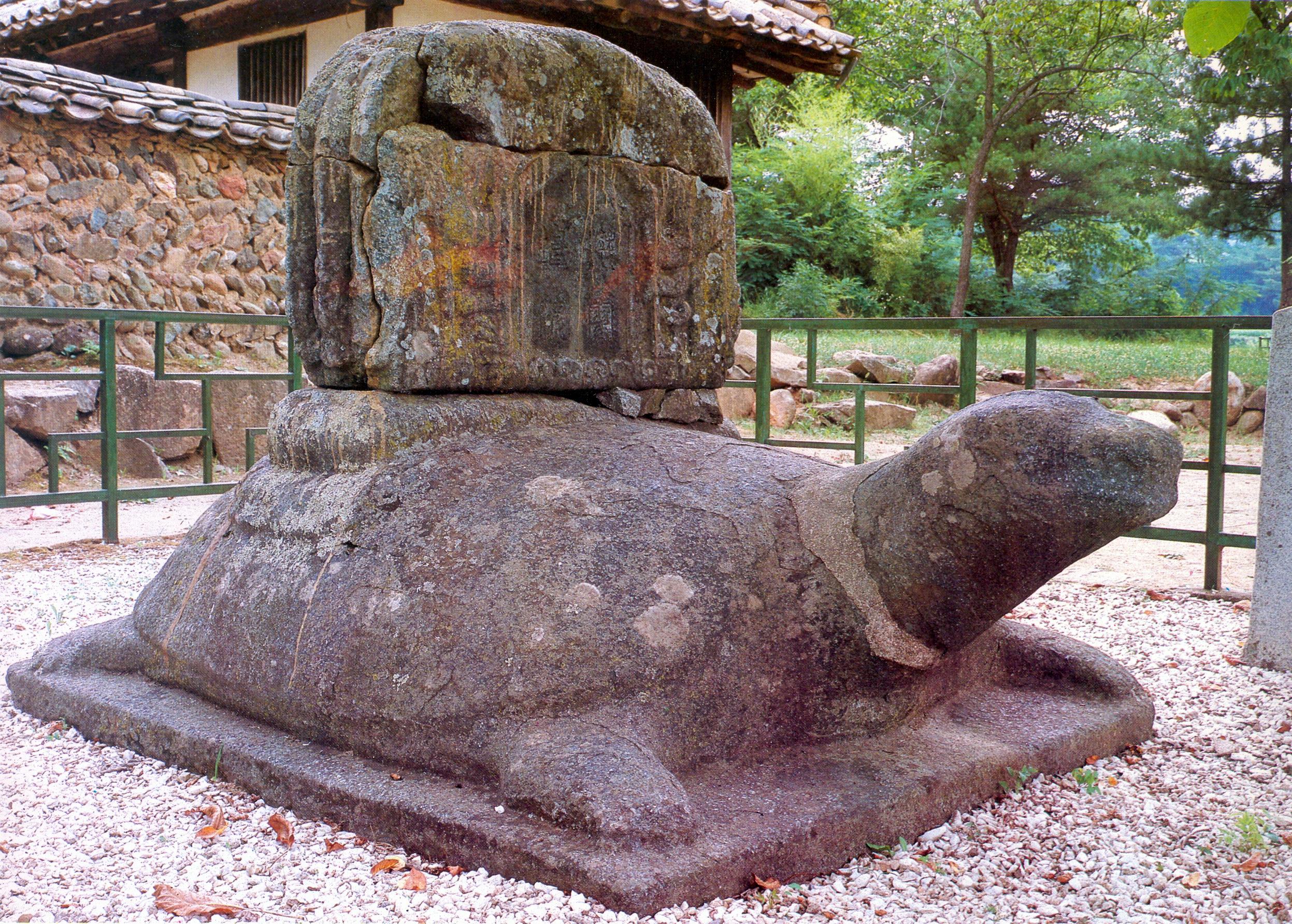
증각대사탑비 (보물 제39호)
백장암 석등 (보물 제40호)
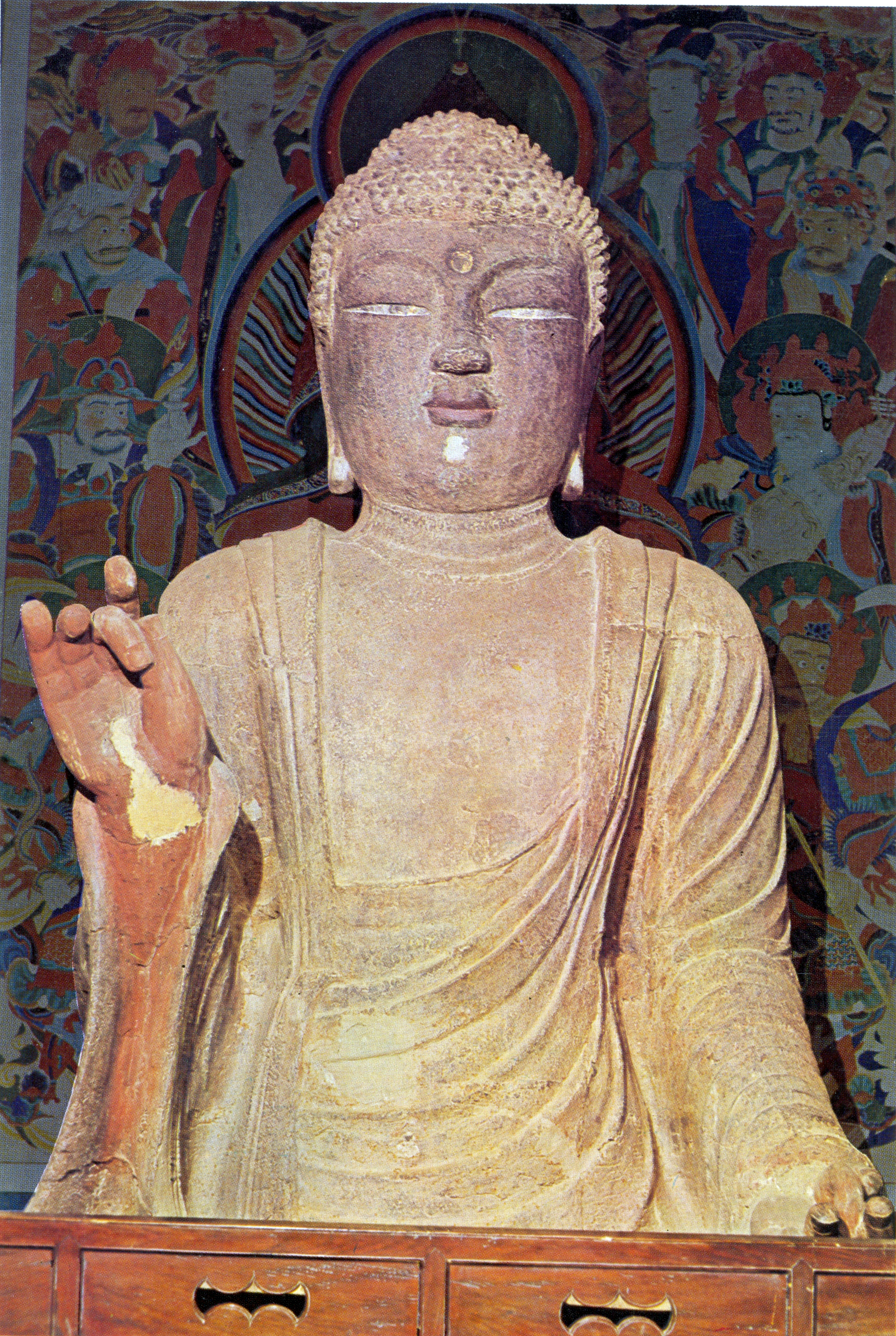
철조여래좌상 (보물 제41호)

## 참고자료
- “실상사의 역사”. 실상사. 2008년 5월 24일에 확인함.
- 이종찬 (2004년 12월 15일). “실상사 철불에 녹이 스는 까닭? - <몸따라 마음따라 112>보물 제41호 '실상사 철제여래좌상'”. 오마이뉴스. 2008년 5월 24일에 확인함.